# Oleg Cassini
Pour les articles homonymes, voir Cassini.
Oleg Cassini (né Oleg Loïevsky le 11 avril 1913 à Paris et mort le 17 mars 2006 à New York) est un styliste américain.
En 1960, il devient le couturier officiel de Jacqueline Kennedy. Il créa pour elle plus de 300 robes, faisant de la First Lady l'une des femmes les plus élégantes de Washington ; il n'hésite pas parfois à copier officiellement ou officieusement les modèles des maisons françaises telle que Dior.
Il habilla également de nombreuses stars d'Hollywood, dont Grace Kelly qu'il faillit épouser  et Marilyn Monroe, avec laquelle il eut une relation[réf. nécessaire] ainsi que Gene Tierney qui fut sa femme.

## Biographie
Oleg Cassini naît le 11 avril 1913 dans une famille de l'aristocratie russe. Son grand-père fut l'ambassadeur aux États-Unis de l'Empire russe durant les administrations de William McKinley et de Theodore Roosevelt.
Élevé en Italie, il fait ses études dans une école catholique britannique avant d'intégrer l'académie des Beaux-Arts. 
Il commence sa carrière dans le vêtement en 1933 dans la boutique de sa mère, avant de voler de ses propres ailes en ouvrant la même année sa propre enseigne à Rome, sous le nom de sa mère, née Cassini.
En 1936, il s'installe à New York, et dessine des vêtements pour des grands magasins de luxe.
En 1940, il part travailler à Hollywood pour les studios de la 20th Century Fox. Il y rencontre Gene Tierney qu'il épouse et avec laquelle il aura deux filles, Daria et Tina, et réalise les costumes de sept de ses films. Ils divorcent en 1952, mais il continue à travailler pour Hollywood jusqu'en 1960.
Robin Smith (en) se mariera dans une de ses robes éclatantes. 

## Filmographie partielle
- 1941 : Shanghaï (The Shanghai Gesture) de Josef von Sternberg
- 1947 : Dernière lune de miel (Lost Honeymoon) de Leigh Jason